# 로저 코츠
로저 코츠(영어: Roger Cotes, FRS, 1682년 7월 10일 – 1716년 6월 5일)는 잉글랜드의 수학자이다. 오일러의 등식 {\displaystyle \exp(i\pi )=-1}을 맨 처음 발견한 사람이다. 1714년 이 공식을 발견하였고, 오일러는 1748년 재발견하였다.

## 같이 보기
- 뉴턴-코츠 공식